# Химн на Сирия
„Пазители на родината“ е националният химн на Сирия.
Текстът е написан от Халил Мардам Бей, а музиката е от Мохамед Флайфел, който също така съставя националния химн на Палестинската автономия, както и много други арабски популярни песни.

## Текст

### Оригинален текст
حماة الديار عليكم سلام
أبت أن تذل النفوس الكرام
عرين العروبة بيت حرام
وعرش الشموس حمى لا يضام
ربوع الشآم بروج العلا
تحاكي السماء بعالي السنا
فأرض زهت بالشموس الوضا
سماء لعمرك أو كالسما
رفيف الأماني وخفق الفؤاد
على علم ضم شمل البلاد
أما فيه كل عين سواد
ومن دم كل شهيد مداد?
فيم
الوليد ومنا الرشيد
فلم لا نسود ولم لا نشيد?

### Превод на български
Пазители на родината, на мир,
гордите ни духове отказват да бъдат унижени.
Дворът на арабизма е свещено светилище,
а тронът на слънцето е запазен, който няма да бъде покорен.
Кварталите на Левант са кули на височина,
които са в диалог със зенита на небето.
Земя, блестяща от блестящи слънца, която се
превръща в друго небе или почти небето.
Въртенето на надеждите и ритъма на сърцето
са на флаг, който обединява цялата страна.
Няма ли тъмнина от всяко око
и мастило от кръвта на всеки мъченик?
Нашите духове са предизвикателни и нашата история е славна
и душите на мъчениците ни са страшни настойници.
От нас еал-Уалид, а от нас е ал-Рашид.
Тогава защо тогава да не водим, защо тогава да не станем?